# 中川浄益
中川 浄益（なかがわ じょうえき）は千家十職の一つ、金物師（かなものし）の中川家当主が代々襲名する名称。元々は越後国で甲冑・鎧を作っていたが、茶道具を初めて手掛けた初代・中川與十郎が紹益を名乗り、二代目浄益以降の当主は浄益という名を継いでいる。
2008年に十一代浄益が没した後は空席のままである。
中川家は錺師（かざりし）とも言われ、金工の精巧な茶道具を得意とし、優れた金工の技術を継承してきた。その作品は鉄を鍛造して制作する槌物（うちもの）と鋳造による鋳物（いもの）が主である。

## 中川家歴代
- 初代：紹益（紹高、1559年 - 1622年）
越後出身。元は先祖と同じく武具を製作するが、千利休の依頼・指導により薬鑵（やかん）を作ったのを契機に、現在の家業である茶道具作りを始めたとされる。代表作「利休薬鑵」。
- 二代：浄益（重高、1593年 - 1670年）
寛永年間に千家出入の職方となる。表千家四代江岑宗左より、豪商佐野（灰屋）紹益と名前が紛らわしいことから浄益に改めるよう申しつけがあり、これ以降は代々「浄益」を名乗る。また、妻は金森重近（宗和）の娘。
- 三代：浄益（重房・長十郎のち太兵衛、1646年 - 1718年）
技術的に困難であった砂張（さはり：銅・錫・鉛の合金）の製法を発見して多くの名品を残しており、歴代の中でも鋳物の名人として知られる。
- 四代：浄益（重忠のち友寿・源吉、1658年 - 1761年）
3人の息子に恵まれ、息子達と共に家業の隆盛に励む。
  - 中川源介友忠（1685年-1759年9月4日）
代表作「覚々斎好渦唐金水指」。父の長命のため、跡を継げないまま没。
  - 中川治兵衛友輔（生没年未詳）
兄・友忠と共に銅工・鋳物の技に優れていたとされる。
- 五代：浄益（頼重・源吉、吉右衛門、1724年 - 1791年）
四代の三男。この代から代々「吉右衛門」を名乗りとする。表千家八代・啐啄斎に重用される。晩年に天明の大火に遭い、過去帳1冊以外のすべての家伝・家財を消失。
- 六代：浄益（頼方、1766年 - 1833年）
五代の息子。啐啄斎の機嫌を損ね、一時表千家出入りを禁じられ、その後は裏千家のみの御用を務める（詳しい理由は不明）。了々斎の代になって許される。歴代中随一の茶人であり、「宗清」の茶名を持っていた。
- 七代：浄益（頼実、1796年 - 1859年）
「砂張打物の名人」「いがみ浄益」といわれ、天明の大火以後様々な事情でふるわなかった中川家の中興の人物といわれる。妻は飛来一閑三女・九満。
  - 中川吉太郎紹明（1828年～1845年4月8日）
七代の嫡男。17歳で早世。
- 八代：浄益（幾三郎、1830年 - 1877年）
七代の婿養子。三井家手代・麻田佐左衛門の息子、妻は七代の娘・戸代。幕末～明治の転換期に先を見通し、京都の博覧会の開催に尽力。また「浄益社」を設立、海外への日本美術の紹介を行うなどするが、様々な事情により失脚。失意の中48歳で没。
- 九代：浄益（益之助・紹芳、1849年 - 1911年）
八代の息子。茶道衰退期に家督を相続。父方の縁により三井家などから援助を受けるが、家業の建て直しがうまくいかず、逆境の中アルコール使用障害となる。職人としては一流であったが、伝統工芸に理解のない時代だったため世間からは認められなかった。不遇のまま没。
- 十代：浄益（淳三郎・紹心、1880年 - 1940年）
九代の息子。早くから大阪の道具商のもとに修行に出される。父の死により家督を相続。第一次世界大戦勃発による軍需景気にのり負債を完済、中川家再建の基盤を作る。代表作「青金寿老」「布袋像2体」（以上三井家蔵）「祇園祭岩戸山柱金具（2柱分）」。
- 十一代：浄益（紹真、1920年 - 2008年）
十代の息子。1940年に父の死後、浄益を襲名した。2008年死去。